# Clasa Horizon
Clasa Horizon este o nouă generație de fregate destinate apărării antiaeriene, construite în cooperare de Franța și Italia.

## Nave similare
- Clasa Álvaro de Bazán  Spania
- Clasa Arleigh Burke  Statele Unite ale Americii
- Clasa Atago  Japonia
- Clasa Daring Type 45  Regatul Unit
- Clasa FREMM  Franța/ Italia
- Clasa Sejong the Great  Coreea de Sud